# Uran Butka
Uran Butka (ur. 2 grudnia 1938 w Tiranie) – albański nauczyciel, malarz, historyk, pisarz, publicysta i polityk.

## Życiorys
Po ukończeniu studiów filologicznych pracował jako nauczyciel w okręgach Fier i Kruja, został jednak zwolniony z powodu nieprzychylności wobec rządzącej wówczas Albańskiej Partii Pracy.
W 1976 roku wraz ze swoją rodziną został internowany na okres 11 lat, który spędził w Tropoi i w Martaneshu; pracował wówczas jako księgowy w spółdzielni wiejskiej. Wrócił do Tirany, gdzie pracował jako robotnik, następnie jako pracownik w fabryce obuwia.
Na początku lat 90. należał do prezydium Demokratycznej Partii Albanii. Ubiegał się o funkcję jej przewodniczącego, jednak w głosowaniu przegrał z Salim Berishą. W latach 1992–1997 reprezentował tę partię w Zgromadzeniu Ludowym. Po wycofaniu się z działalności politycznej zajął się twórczością literacką oraz studiami nad historią. 
W 2016 roku wraz z Agronem Shehajem założył Instytut Studiów Historycznych Lumo Skendo, z którego inicjatywy zwrócono szczątki Midhata Frashëriego z Nowego Jorku do Tirany oraz opublikowano jego 23-tomowe dzieło.

## Wybrane utwory literackie[1]
- Bombë në Ambasadën Sovjetike[6][7]
- Dritëhije të historisë
- E djathta dhe e majta në luftë
- Elita shqiptare
- Fshatarët[5]
- Gjeniu i Kombit
- Humbja nuk është mbarimi
- Kamber Prishta
- Kristo Kirka
- Kryengritja e Dibrës 1913
- Kryengritjet e para kundërkomuniste[8][9]
- Lëvizja e Malësisë së Madhe dhe e Postribës
- Lëvizja Kryeziu
- Lufta civile ne Shqipëri 1943-1945
- Marrëveshja e Mukjes
- Mallakastra siç ka qenë
- Masakra e Tivarit
- Më në fund të lirë
- Në shtëpinë tonë
- Miti i Haxhi Qamilit
- Musine Kokalari
- Nëna[5]
- Pishat e buta[5]
- Ringjallje
- Sabiha Kasimati
- Safet Butka[9]
- Shtatorja[5]
- Vdekja e bardhë
- Ventotene
- Vetëm një natë[5]

## Obrazy
- Peisazh vjeshte[1]

## Życie prywatne
Wnuk Salego oraz syn Safeta i Hatixhei. Ma dwóch braci (Salego i Iljaza) oraz siostrę Teftę.
Żonaty z Merjeme Pasmaçi, z którą ma syna i dwie córki.